# Penguin Adventure
Penguin Adventure (夢大陸アドベンチャー Yume Tairiku adobenchā?, lit. "Aventura del continente de ensueño") es un videojuego de acción y plataformas para MSX publicado por Konami en 1986. Es una secuela de Antarctic Adventure y tiene la distinción de ser el primer juego en el cual el diseñador de videojuegos Hideo Kojima trabajó, como asistente de diseñador. Ha sido aclamado como uno de los mejores juegos de acción de MSX para su modo de juego, profundidad, variedad y riqueza gráfica basada baldosas pseudo-3D con sprites. La historia sigue a Penta, el pingüino quien puede ir a su hogar en buscar a la Manzana Dorada para curar a Penguette (Penko Hime en la versión japonesa), la Princesa Pingüino.

## En Manga Digital
En 2006, Weekly Konami Magazine se lanza a una serie de cómics digitales que fue basaba en el videojuego del mismo nombre llamada Yume Tairiku Adobenchā: Penta no daibōken Korokorokokoro no Penko-hime (夢大陸アドベンチャー -ペン太の大冒険 コロコロココロのペン子姫- lit. "Aventura del continente de ensueño: La aventura de Penta, Corazon Colosa de Penguette"?).